# Port Hope (Stany Zjednoczone)
Port Hope – wieś w Stanach Zjednoczonych, w stanie Michigan, w hrabstwie Huron.